# Scharndorf
Scharndorf è un comune austriaco di 1 161 abitanti nel distretto di Bruck an der Leitha, in Bassa Austria. Nel 1972 ha inglobato i comuni soppressi di Regelsbrunn e Wildungsmauer.